# Ormosia pygmaea
Ormosia pygmaea är en tvåvingeart som först beskrevs av Alexander 1912.  Ormosia pygmaea ingår i släktet Ormosia och familjen småharkrankar. Inga underarter finns listade i Catalogue of Life.